# Амондан
Амондан (фр. Amondans) насеље је и општина у источној Француској у региону Франш-Конте, у департману Ду која припада префектури Безансон.
По подацима из 2011. године у општини је живело 92 становника, а густина насељености је износила 16,2 становника/km². Општина се простире на површини од 5,68 km². Налази се на средњој надморској висини од 580 метара (максималној 530 m, а минималној 296 m).

## Демографија
| 1962. | 1968. | 1975. | 1982. | 1990. | 1999. | 2011. |
| ----- | ----- | ----- | ----- | ----- | ----- | ----- |
| 74    | 79    | 67    | 61    | 77    | 96    | 92    |

График промене броја становника у току последњих година